# رينيه بلونت
رينيه بلونت (بالإنجليزية: Renee Blount)‏ مواليد 12 مايو 1957 في واشنطن العاصمة، هي لاعبة كرة مضرب أمريكية سابقة بدأت مسيرتها كمحترفة سنة 1978 وكانت تلعب باليد اليمنى. أعلى تصنيف لها في الفردي كان المركز الـ 153 في سنة 1986. أعلى تصنيف لها في الزوجي كان المركز الـ 420 في سنة 1987.

## روابط خارجية
- رينيه بلونت على موقع رابطة محترفات التنس (الإنجليزية)
- رينيه بلونت على موقع الاتحاد الدولي لكرة المضرب (الإنجليزية)
- رينيه بلونت على موقع خلاصة التنس.كوم (الإنجليزية)